# Lelkisegély-szolgálat
A lelkisegély szolgálat lelki segítséget nyújtó szervezet, mely telefonon, mint speciális eszközön keresztül, speciális módszerekkel dolgozik.
Különböző szervezeti formákban, legtöbbször egyházi vagy civil háttérrel működnek, szövetségekbe, csoportokba tömörülésük biztosítja értékeik stabilitását, támogatják egymás fejlődését, ugyanakkor szakmai kontrollt biztosítanak. Célcsoportjaik eltérők, azonban célkitűzéseik világszerte hasonlók, azonnal, feltétel nélkül segíteni problémákkal küzdő, krízisben lévő, öngyilkosságra készülő embereknek. (Balikó, 1990)

## Történeti áttekintés
A telefonszolgálatok kialakulásának története az 1800-as évek végére nyúlik vissza. Egy New York-i szállodában egy idős hölgy sürgősen lelkészt keresett, azonban a portás az éjszakai órákban egyetlen egyházközséget sem tudott elérni. Másnap reggel elsőként a baptista Harry Warren lelkésszel sikerült beszélnie, de a hölgy az éjszaka öngyilkosságot követett el szobájában. A történtek következményeképp Warren megalapította a világ első lelkisegély szolgálatát. (Balikó, 1990)
Évtizedekkel később, 1953-ban Nagy-Britanniában Chad Varah, anglikán lelkész létrehozta a szamaritánus szervezetet, az alapítást az öngyilkosságok magas száma indokolta. Laikusok segítették Varah munkáját, a személyes segítségnyújtás előtti várakozás során önkéntesek beszélgettek a krízisben lévőkkel, akik a lelkészi konzultáció előtt megkönnyebbülten távoztak a várakozás ideje alatt történő diskurzus következtében. (B. Erdős, 2006)
A lelkisegély szolgálatok száma növekedett, a Távol-Keleten, Új-Zélandon és Ausztráliában is létesült szervezet a telefonos segítésre. (Varga, 2000)
1964-ben, a harmadik telefonszolgálati kongresszuson, Oxfordban megalakult az európai szolgálatokat magában foglaló International Federation of Telefonic Emergency Service, az IFOTES, melynek első székhelyéül Genfet jelölték ki a résztvevők. (Varga, 2000)
Másik nemzetközi ernyőszervezet a világon több száz telefonos és személyes segítő szolgálatot összefogó Befrienders International. (B. Erdős, 2006)

## Történeti áttekintés Magyarországon
Magyarországon az első telefonszolgálatot 1971-ben dr. Szabó Pál, a debreceni ideggondozó vezető főorvosa alapította Debrecenben, melyet a budapesti Éjjel – Nappali Lelki Elsősegélynyújtó Telefonszolgálat (É.L.E.T.) követett Hegedüs Imre vezetésével. 1974 őszén alakult meg Végh László és Makra Ottó munkája nyomán a győri Lelkisegély Telefonszolgálat, majd 1975-ben Kézdi Balázs létrehozta a pécsi S.O.S. Élet Telefonszolgálatot. (Varga, 2000)
Az 1980-as években több magyar nagyvárosban létesült lelkisegély szolgálat, mely szükségessé tette a Magyar Lelki Elsősegély Telefonszolgálatok Szövetségének, a LESZ-nek megalakulását, mely jelenleg harminchárom tagszervezetet számlál. (www.sos505.hu)

## Ifjúsági rétegtelefonok
Az 1990-es évek elejétől – több esetben a LESZ tagszolgálatainak alcsoportjaként vagy önálló civil szervezetként – országszerte működtek ifjúsági telefonos segítő csoportok egymástól függetlenül. Alakulásukat korosztályi sajátosságok indokolták, a felnőttekétől eltérő kommunikációs minták és problémakörök. A célkorosztályra jellemző, a felnőttekétől eltérő tényezők speciális felkészültségű telefonos operátorokat (ügyelőket) igényeltek, a rétegtelefonok fiatalok segítésére szerveződtek.
1997. április 12-én tíz tagszolgálat összefogásával megalakult a Magyar Gyermek és Ifjúsági Telefonos Lelkisegély Szolgálatok Országos Szövetsége, a GYITOSZ. A szervezet elnöke Farkas Imre, szakmai alelnök Dr. Payrich Mária pszichiáter.

## Működési elvek
- Minden krízishelyzetben, öngyilkossági veszélyben lévő egyén hívásának fogadása, egy szakmailag felkészült önkéntessel folytatott segítő beszélgetés lehetőségéhez való hozzájutás.
- A segítés nem korlátozódik egyetlen hívásra, igény esetén kiterjed a krízisállapot egész időintervallumára, amíg a telefonálónak igénye van támogató beszélgetésre. A hívó szükséglete szerint a szolgálat elősegíthet és közvetíthet egy szakemberrel történő személyes kapcsolatfelvételt. A telefonszolgálat által nyújtott segítés minden formája a hívó életnehézségei, problémái megoldásának segítését, képességeinek fejlesztését célozza.
- A lelkisegély szolgálatok legfontosabb alapelve a segítségkérő számára biztosított titoktartás, a hívás során elhangzó információk kizárólag a telefonáló beleegyezésével közölhetők más szervezetekkel. Az ügyeletesek rendőrségi, bírósági vallomást nem tesznek, amennyiben a nyilatkozat előnytelen a hívó vagy a telefonszolgálat számára.
- Vallási, politikai, ideológiai nyomás nem gyakorolható sem a segélykérőre, sem a telefonszolgálat munkatársaira.
- Telefonos lelkisegély tevékenység kizárólag körültekintő alkalmassági felmérést és speciális képzést követően valósulhat meg, a munkatársak kiválasztásának szempontjai a kognitív megértés képessége, az empátia készsége és a szolidaritás-vállalás képessége.
- A telefonos segítés során alapvető az ingyenesség, a hívóra anyagi teher nem róható.
- A szolgálatoknál tevékenykedhetnek önkéntesek vagy fizetett munkavállalók is, azonban az önkéntesek jelenléte fontos szerepet kap a professzionalizálódás elkerülésének céljából.
- Az alapkiképzést követően a kezdő munkatársakat gyakorlott kollégák segítik, a stáb számára biztosított a folyamatos szupervízió, rendszeres továbbképzések, illetve konzultációs lehetőség különböző stábon kívüli vagy a telefonszolgálatnál dolgozó szakemberekkel.
- A telefonáló joga a kapcsolat kezdeményezése, megszakítása, esetleges újrafelvétele. A segítőre nézve kötelező az anonimitás, a segítségkérő dönthet a névtelen kommunikáció vagy a bemutatkozás mellett is.
- Amennyiben a hívó érdekében szükséges egészségügyi vagy szociális intézményekkel történő kapcsolatfelvétel, az együttműködést kizárólag a segélykérő előzetes beleegyezésével kezdeményezheti a telefonszolgálat. (Balikó, 1990)

## Célkitűzések
A telefonszolgálatok elsősorban öngyilkosság-megelőzésre szerveződtek, mely célkitűzés magában rejti a krízisintervenciót. A lélektani válsághelyzet megelőzésére szolgálnak a mentálhigiénés törekvések, a lelki egészség fenntartása, az elsődleges prevenció.
Különböző szervezetek más és más profilt határoznak meg, célkitűzéseik szerteágazók lehetnek. Létezik a kábítószer-használat megelőzésére, ártalomcsökkentésre létesült telefonszolgálat, bántalmazott nők segítésére alakult lelkisegély, idős emberek segélyvonala, középkorúak segélyvonala stb.

## A segítés jellemzői
A telefonon történő segítségnyújtás speciális, a kommunikáció csak a verbális (szavakkal történő) és a vokális (hangsúly, hanglejtés, hangerő) csatornán keresztül valósul meg.
A segítségnyújtás általános, mindenkire kiterjedő, melyet az anonimitás lehetősége megerősít.
Az operátor készen áll a problémák meghallgatására, miközben a hívó gondolkodási és döntési szabadságát tiszteletben tartja. Odafigyelve, ráhangolódva próbálja megérteni a telefonáló élethelyzetét, megismerni személyiségét. Az elfogadó beszélgetés során felszínre kerülhetnek ki nem mondott gondolatok, érzések, melyek elősegíthetik a probléma megoldását.
A segítő beszélgetés általában intim, bensőséges, elfogadó légkörben zajlik, melyre a bizalom és az őszinteség jellemző.
Általában nem direkt tanácsadás történik, hanem a nehéz élethelyzetről folytatott konzultáció, a lehetőségek feltérképezése, mely a világosabb átlátást szolgálja. A hívó önállóságának, döntéseinek tiszteletben tartása elsődleges szempont a segítés során.
A telefonos lelkisegély szolgálatok munkájában a pszichológia tudományában alkalmazott eszközök és módszerek sokasága követhető nyomon, számos direktív és nondirektív terápiás hatás felfedezhető. (Balikó, 1990)

## A telefonszolgálatok munkatársai
A telefonszolgálatok tagjai általában az operátorok (ügyelők), akik felveszik a telefont és a segítő beszélgetést vezetik. Lehetnek fizetett munkatársak vagy önkéntesek, akik ingyenesen, társadalmi munkában végzik feladatukat. Minden telefonszolgálatnál egy speciális képzésen kell részt venniük, mely lehet elméleti és/vagy gyakorlati, melyet több helyen önismereti tréningen való részvétel is kiegészít.
A telefonszolgálat működéséért és az operátorok koordinálásáért felelős a szolgálatvezető, aki többnyire segítő foglalkozású (pszichiáter, pszichológus, szociális munkás, mentálhigiénés szakember), aki főállásban vagy önkéntes munka keretében is elláthatja feladatait.
A telefonos munka szakmai színvonalát segíti a szupervizor, aki általában külső szakember.

## Telefonszámok
- Telefonszolgálatok fiataloknak: Pécsi Ifjúsági Lelkisegély
- Felekezeti telefonszolgálatok: Református Telefon-lelkigondozás, Református Internetes Lelkigondozás Archiválva 2013. február 3-i dátummal a Wayback Machine-ben
- Kék Vonal Ifjúsági és Gyerektelefon: Kék Vonal